# Michal Mikšík
Michal Mikšík (ur. 17 września 1979 w Pradze) – czeski mykolog, fotograf mykologiczny i popularyzator nauki. Specjalizuje się w badaniu borowików i ich fotografowaniu dla celów naukowych i edukacyjnych. Jest członkiem Czeskiego Towarzystwa Naukowego ds. Mykologii i Czeskiej Społeczności Mykologicznej, a także redaktorem naczelnym czasopisma "Svět hub".
Jest współautorem opisu kilku nowych gatunków grzybów dla nauki oraz autorem monumentalnej monografii "European Boletes Vol. 1" (2024). Jego prace są cytowane przez 355 innych naukowców. Studiowaniem grzybów zajmuje się od 15. roku życia.

## Życiorys

### Młodość i wykształcenie
W 2010 roku ukończył studia na Uniwersytecie Jana Amosa Komenskiego w Pradze na kierunku komunikacja społeczna i masowa. 
Zainteresowanie grzybami rozwinął już w dzieciństwie - gdy miał około dziesięciu lat, na obozie dziecięcym znalazł bardzo rzadkiego grzyba Archerova. Zásadní przełom nastąpił około 2000 roku, gdy zaczął fotografować grzyby z kolegami.

### Kariera zawodowa
Z zawodu jest specjalistą marketingu i copywriterem, jednak studium grzybów zabiera mu niemal cały wolny czas. Mieszka w Český Brod, ma syna Davida.

## Działalność naukowa

### Specjalizacja badawcza
Specjalizuje się głównie w fotografowaniu grzybów, monitoringu wybranych terenów na obszarze Pragi i jej okolic, oraz studiowaniu borowików (rodzina Boletaceae) i čirůvek (rodziny Tricholomataceae i Lyophyllaceae). Prowadzi działalność edukacyjną i popularyzacyjną mykologii, regularnie wykłada o grzybach, występuje w mediach i pisze artykuły naukowe i popularnonaukowe.

### Afiliacje naukowe
Jest członkiem Czeskiego Towarzystwa Naukowego ds. Mykologii (České vědecké společnosti pro mykologii) oraz Czeskiej Społeczności Mykologicznej (České mykologické společnosti). Pełni funkcję redaktora naczelnego czasopisma "Svět hub".
W ramach swojej pracy przeprowadza inwentaryzacje, badania faunistyczne i florystyczne.

## Publikacje naukowe

### Monografie i książki naukowe
Główne dzieła:
- "European Boletes Vol. 1" (2024) - pierwsza część dwutomowej monografii o borowikach europejskich[3]
- "European Boletes 1 - Supplement 1" (2024) - zawiera 82 malowane ilustracje autorstwa Jiřego Polčáka[4]
- "Hřibovité houby" (2009) - współautor z Josefem Šutarą i Václavem Jandą[8]
- "Hřibovité houby Evropy" (2017)[9]

Książki popularnonaukowe:
- "1000 českých a slovenských hub" (2015)[1]
- "Atlas hub - 101 druhů, které musíte znát" (2011)[1]
- "Poznáváme jarní houby" (2013)[1]

### Artykuły w czasopismach naukowych
- Mikšík M. (2012): "Rare and protected species of Boletes of the Czech Republic." Field Mycology 13[3]
- Mikšík, M., Moreau, P.-A. & Assyov, B. (2015): "Notes sur Rubroboletus le-galiae." Doc.Mycol. XXXVI, s. 107–109[3]

### Opisy nowych gatunków
Jest współautorem opisów nowo opisanych gatunków dla nauki:
- Cortinarius prodigiosus Bušek, Mikšík, Borovička, D. Dvořák, L. Albert & Dima (2015)[10]
- Rubroboletus demonensis Vasquez, Simonini, Svetash., Mikšík & Vizzin[4]
- Cortinarius pseudocisticola Boccardo, Dovana, Dima, L. Albert, Borovička, Mikšík, Saar & Vizzini[3]

## Osiągnięcia i uznanie naukowe

### Działalność ekspercka
Pracuje jako gwarant oceny badań mykologicznych w Czechach i przeprowadza inwentaryzacje rzadkich i chronionych gatunków grzybów.

## Znaczenie dla mykologii

### Wkład w systematykę borowików
Monografia "European Boletes" prezentuje wszystkie gatunki, formy i odmiany z ponad 15 rodzajów borowików europejskich i ma ambicję stania się najlepszym dziełem poświęconym tej grupie grzybów.

### Edukacja i popularyzacja
Regularnie wykłada o grzybach, występuje w mediach i pisze artykuły do różnych periodyków, przyczyniając się do popularyzacji wiedzy mykologicznej.